# Пилостилес
Пилостилес (лат. Pilostyles) — род мелких паразитических растений семейства Аподантовые (Apodanthaceae).

## Описание
Пилостилес — род мелких паразитических растений, которые прорастают на стеблях и ветвях растений семейства Бобовые (Fabaceae). Они образуют колонии и характеризуются крошечными куполообразными структурами разных оттенков красного или лилового цвета. Листья у Пилостилеса либо отсутствуют, либо редуцированы до незначительных размеров.
Цветки формируются эндогенно и прорываются через стебли-хозяева. У цветков есть кольчатый нектарник у основания чашелистиков. Количество чашелистиков может быть 4 или 5. Тычиночные цветки имеют 1-3 ряда пыльников у вершины столбика, расположенных под краем диска. У пестичных цветков рыльца находятся в кольце вдоль или под краем диска. Коробочки Пилостилеса неравномерно раскрываются, а околоцветник и столбик практически не меняются после цветения. Размеры семян составляют 0,2-0,3 мм.

## Таксономия
Pilostyles Guill., первое упоминание в Ann. Sci. Nat., Bot., sér. 2, 2: 21 (1834).

### Синонимы
Гетеротипные (основанные на разных номенклатурных типах):
- Berlinianche (Harms) Vattimo-Gil (1955), basionym not validly publ.
- Frostia Bertero ex Guill. (1834)
- Sarna H.Karst. (1857)

### Виды
Подтвержденные виды по данным сайта Plants of the World Online на 2023 год:
- Pilostyles aethiopica Welw.
- Pilostyles berteroi Guill.
- Pilostyles blanchetii (Gardner) R.Br.
- Pilostyles boyacensis F.González & Pabón-Mora
- Pilostyles coccoidea K.R.Thiele
- Pilostyles collina Dell
- Pilostyles hamiltonii C.A.Gardner
- Pilostyles haussknechtii Boiss. — Пилостилес Хаускнехта
- Pilostyles maya P.Ortega, Gonz.-Martínez & S.Vázquez
- Pilostyles mexicana (Brandegee) Rose
- Pilostyles thurberi A.Gray

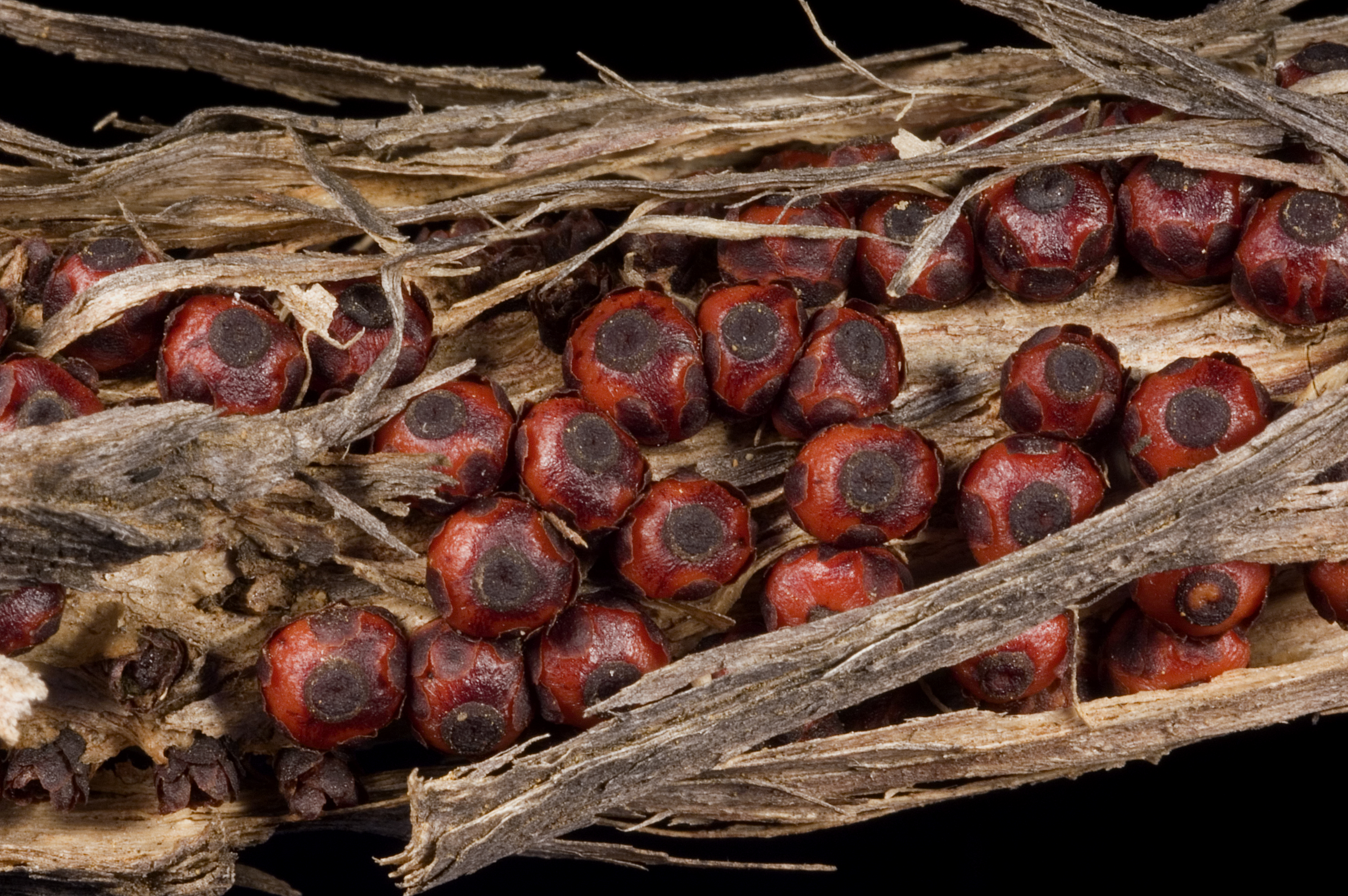
Pilostyles coccoidea
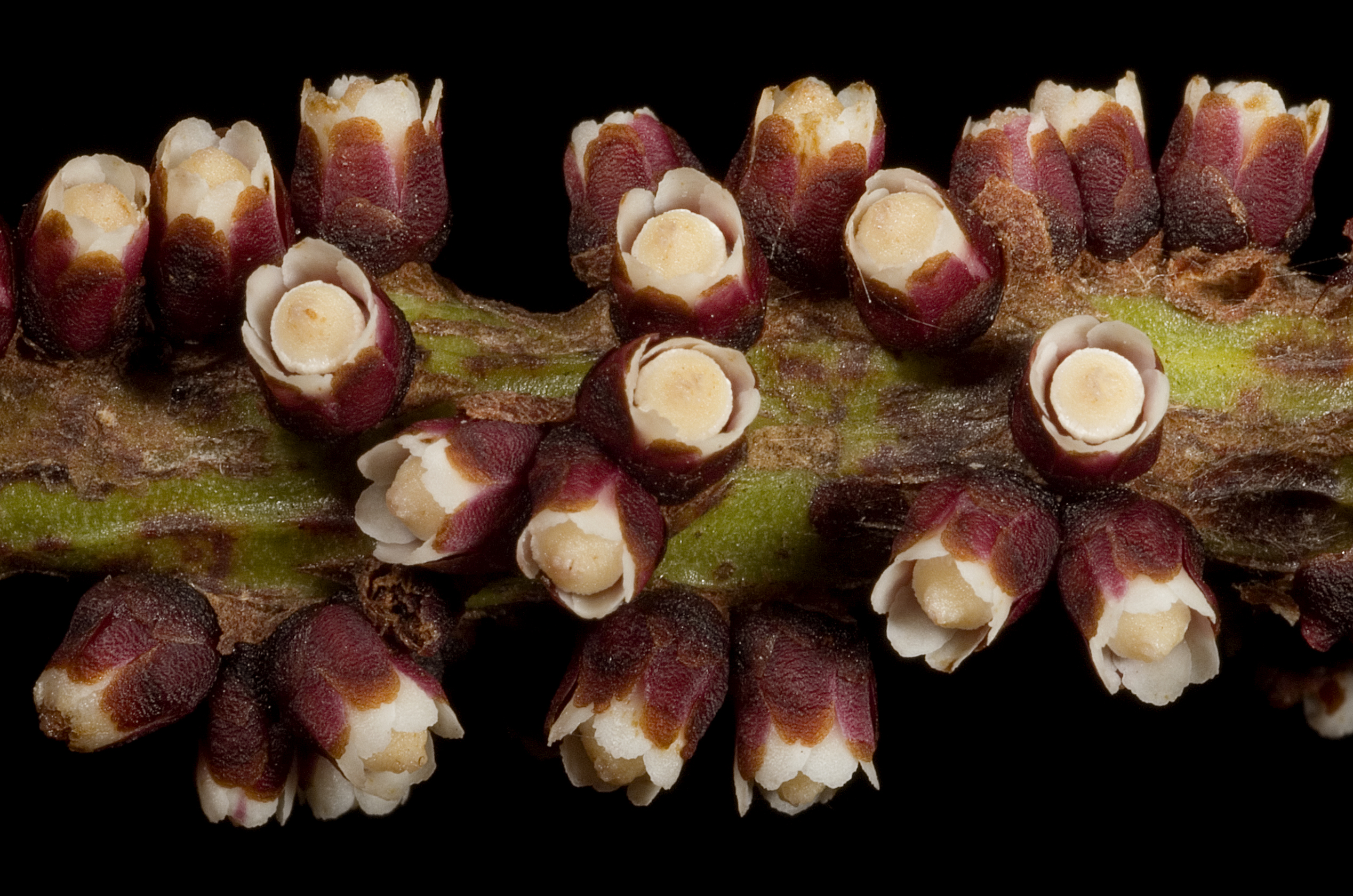
Pilostyles hamiltonii